# Джрія
Джрія (груз. ჯრია) — село в Грузії.
За даними перепису населення 2014 року в селі проживає 198 осіб.